# Ahold
Ahold (su nombre completo es Koninklijke Ahold N.V.) es una importante cadena de supermercados con base en Ámsterdam, los Países Bajos. Ahold está listada en la bolsa Euronext Ámsterdam. Fue una multinacional hasta 2016.

## Historia
El 27 de mayo de 1887, Albert Heijn abre un supermercado en Oostzaan, en el norte de Ámsterdam, en los Países Bajos. A principios del siglo XX, el supermercado se extiende y abre numerosos otros supermercados en todo el país. Albert Heijn coloca su negocio en bolsa en 1948 y se convierte en la primera cadena de supermercados del país. En los años 1970, diversifica su negocio y abre supermercados bajo las enseñas de Gall & Gall y de Etos. En 1973, el supermercado cambia su nombre a Ahold.
Su expansión continúa a mediados de los años 1970 con el rescate de cadenas en España, Portugal y los Estados Unidos. Esta expansión ha sido continuada más recientemente en América Latina, Asia y el los países de la Europa Central y Oriental.
El 24 de febrero de 2003 el curso de la acción de Ahold se hundió porque su patrón había falsificado sus resultados por cerca de 1000 millones de euros entre 1999 y 2002. El supermercado fue condenado por estos hechos en octubre de 2004.

## Activos

### Europa
- Albert Heijn, (Países Bajos/Bélgica)
- Gall & Gall, (Países Bajos)
- Hypernova
- Etos, (Países Bajos)
- Schuitema
- ICA AB, (Escandinavia)
- Jerónimo Martins, (Portugal)

### Estados Unidos
- Stop & Shop
- Martin's Food Markets
- Giant-Landover, Giant-Carlisle
- Tops
- U.S. Foodservice
- Peapod

### Accionistas
Flotante 71.3 %, Fortis 7.95 %, ING 7.44 %, Achmea 7.20 %, Aegon 6.11 %.